# 察汗托海牧场
察汗托海牧场，是中华人民共和国新疆维吾尔自治区塔城地区裕民县下辖的一个乡镇级行政单位。

## 行政区划
察汗托海牧场下辖以下地区：
察汗托海村、克什玛布拉克村、喀拉克米尔村、库勒村和牧业新村。